# Věnceslav Černý
Věnceslav Černý (27. ledna 1865, Staré Benátky, nyní součást Benátek nad Jizerou – 15. dubna 1936, Mladá Boleslav) byl český malíř, ilustrátor a loutkař.

## Život
Nejprve studoval na pražské Akademii výtvarných umění u prof. Františka Čermáka a Antonína Lhoty, později i na akademii (Akademie der bildenden Künste) ve Vídni u prof. Christiana Griepenkerla. Střídavě žil v Praze, v Mladé Boleslavi a v lázních Železnice.

### Rodinný život
Byl ženat, s manželkou Marií, rozenou Jechovou (1874–?) měl syna Aleše (1895–?) a dceru Květuši (1898–?).
Zemřel v nemocnici v Mladé Boleslavi, pohřben byl v Železnici.

## Dílo
Téměř výhradně se věnoval ilustraci, jak knižní (především dobrodružné knihy), tak i časopisecké (Světozor, Zlatá Praha). Kromě toho se zabýval i historickými, zejména bitevními motivy, v podobě kreseb i velkých olejomaleb.
Byl oblíbeným ilustrátorem mnoha pražských nakladatelství (např. Kvasnička a Hampl, Alois Hynek, Toužimský a Moravec nebo Josef R. Vilímek), v jejichž vydáních ilustroval zejména knihy Lidije Aleksejevny Čarské, Františka Josefa Čečetky, Aloise Jiráska, Karla Maye a Henryka Sienkiewicze. Vyzdobil rovněž vydání pamětí italského dobrodruha Giacoma Casanovy a v letech 1893 až 1909 ilustroval šestnáct knih Julesa Verna.

## Posmrtná pocta
- Pamětní deska Věnceslava Černého je v Železnici, na domě, kde žil a pracoval.[4]

## Galerie

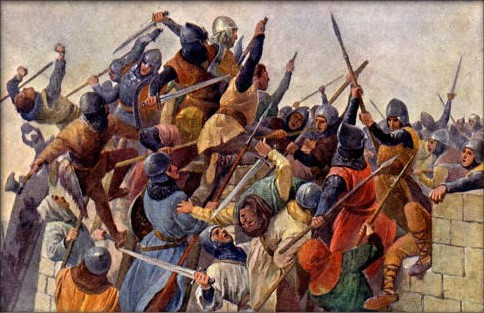
Čechové dobyli Říma roku 1083
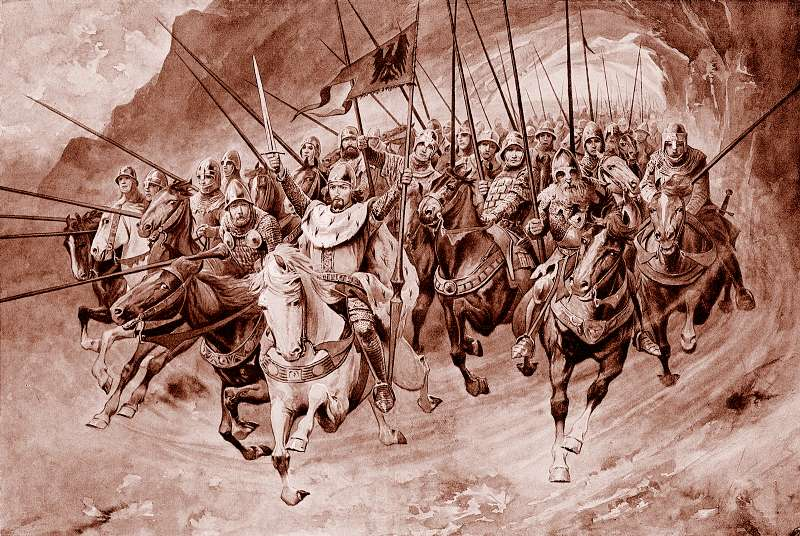
Svatý Václav vyjíždí v čele blanických rytířů z hory (1898)
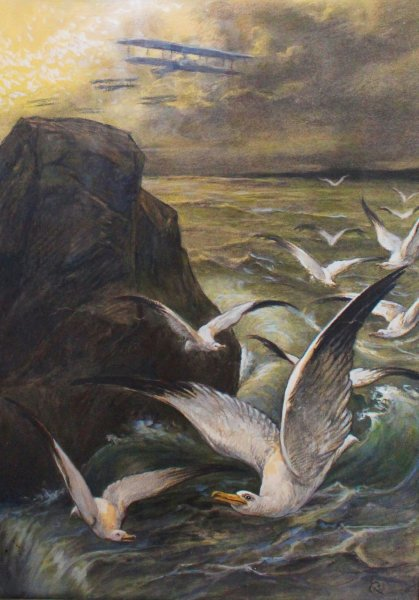
Śestnáct albatrosů (kol.1920)
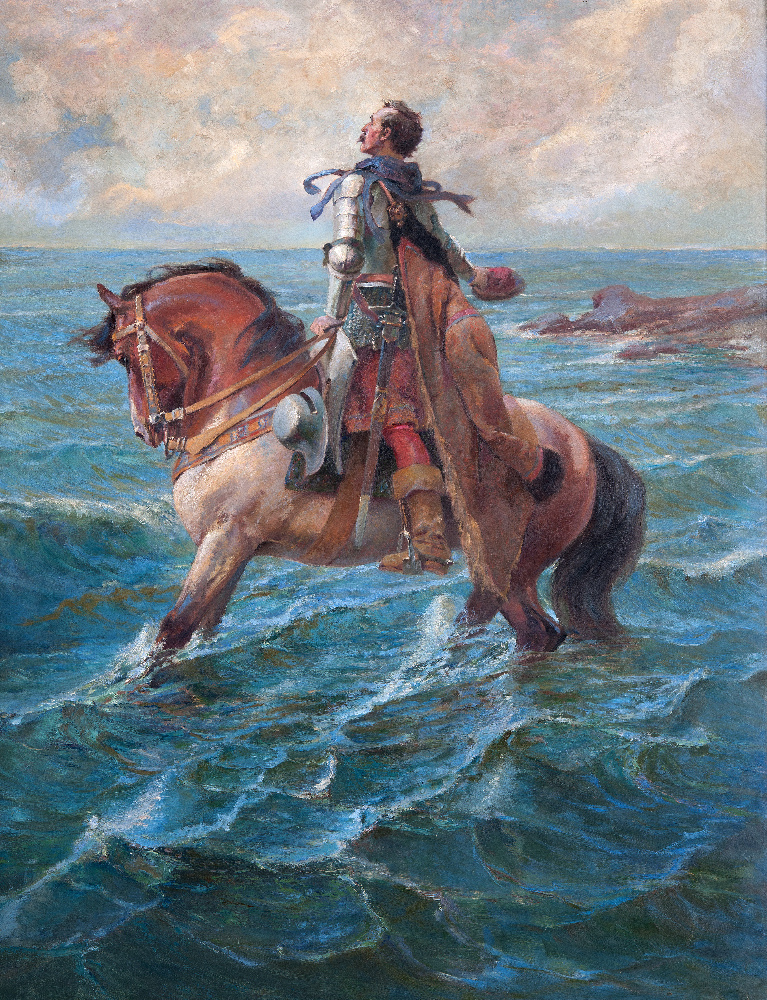
Hold moři
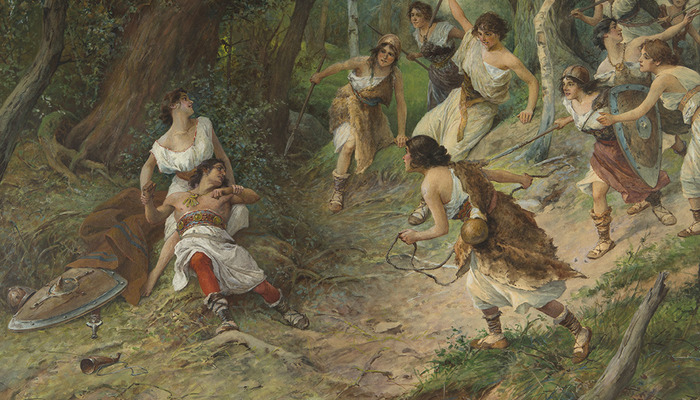
Ctirad a Šárka